# 29 до н. е.

## Події
- 12 січня — Всього втретє у римській історії за рішенням римського сенату зачинено двері храму Януса в Римі в знак закінчення громадянських війн, що тривали майже 100 років (на час війни двері відчинялись в очікуванні воїнів)